# Pape Thiaw
Pape Bouna Thiaw (Dakar, 1981. február 5. – ) szenegáli válogatott labdarúgó. 

## Pályafutása

### Klubcsapatban
Pályafutása során számos csapatban megfordult. Franciaországban játszott többek között a Saint-Étienne (1998–99), az Istres (1999–2000), a Strasbourg (2001–02), a Metz (2003–04) és az US Créteil (2007–08) együttesében. Svájcban az SR Delémont (1999) és a Lausanne-Sport (2000–03) tagja volt. 2002-ben kis ideig kölcsönben szerepelt Oroszországban is a Gyinamo Moszkva csapatában. Spanyolországban 2004 és 2007 között a Deportivo Alavés, 2007-ben a Lorca Deportiva, 2009-ben az Atlético Ciudad játékosa volt.  

### A válogatottban
2001 és 2003 között 16 alkalommal szerepelt az szenegáli válogatottban és 5 gólt szerzett. Tagja volt a 2002-es afrikai nemzetek kupáján ezüstérmet szerzett válogatott keretének és részt vett a 2002-es világbajnokságon is.

## Sikerei, díjai
Szenegál
- Afrikai nemzetek kupája döntős (1): 2002